# Неотропска видра
Неотропска видра (лат. Lontra longicaudis) је врста кунолике звери (Mustelidae) из потпородице видри. 

## Распрострањеност
Врста има станиште у Аргентини, Белизеу, Боливији, Бразилу, Венецуели, Гвајани, Гватемали, Еквадору, Колумбији, Костарици, Мексику, Никарагви, Панами, Парагвају, Перуу, Салвадору, Суринаму, Уругвају, Француској Гвајани и Хондурасу.

## Станиште
Станишта врсте су шуме, поља риже, мочварна подручја, саване, речни екосистеми и слатководна подручја. Врста је присутна на подручју реке Ла Плата у Јужној Америци.

## Угроженост
Подаци о распрострањености ове врсте су недовољни.

### Популациони тренд
Популација ове врсте се смањује, судећи по расположивим подацима.